# Charlotte Bobcats 2009-2010
La stagione 2009-10 dei Charlotte Bobcats fu la 20ª nella NBA per la franchigia.
I Charlotte Bobcats arrivarono quarti nella Southeast Division della Eastern Conference con un record di 44-38. Nei play-off persero al primo turno con gli Orlando Magic (4-0).

## Roster
| N° | Naz.                               | Ruolo | Sportivo            | Anno | Alt. | Peso |
| -- | ---------------------------------- | ----- | ------------------- | ---- | ---- | ---- |
| 0  | Stati Uniti (bandiera)             | G     | Larry Hughes        | 1979 | 196  | 83   |
| 1  | Stati Uniti (bandiera)             | A     | Stephen Jackson     | 1978 | 203  | 99   |
| 2  | Stati Uniti (bandiera)             | G     | Acie Law            | 1985 | 191  | 88   |
| 3  | Stati Uniti (bandiera)             | A     | Gerald Wallace      | 1982 | 201  | 98   |
| 4  | Stati Uniti (bandiera)             | A     | Derrick Brown       | 1987 | 201  | 102  |
| 6  | Stati Uniti (bandiera)             | C     | Tyson Chandler      | 1982 | 216  | 107  |
| 7  | Senegal (bandiera)                 | C     | DeSagana Diop       | 1982 | 213  | 136  |
| 10 | Serbia (bandiera)                  | A     | Vladimir Radmanović | 1980 | 208  | 103  |
| 12 | Stati Uniti (bandiera)             | A     | Tyrus Thomas        | 1986 | 206  | 98   |
| 13 | Stati Uniti (bandiera)             | C     | Nazr Mohammed       | 1977 | 208  | 100  |
| 14 | Stati Uniti (bandiera)             | G     | D.J. Augustin       | 1987 | 183  | 82   |
| 15 | Stati Uniti (bandiera)             | G     | Gerald Henderson    | 1987 | 196  | 98   |
| 19 | Isole Vergini Americane (bandiera) | G     | Raja Bell           | 1976 | 196  | 93   |
| 20 | Stati Uniti (bandiera)             | G     | Raymond Felton      | 1984 | 185  | 90   |
| 21 | Francia (bandiera)                 | C     | Alexis Ajinça       | 1988 | 213  | 100  |
| 22 | Stati Uniti (bandiera)             | G     | Ronald Murray       | 1979 | 193  | 86   |
| 23 | Stati Uniti (bandiera)             | G     | Stephen Graham      | 1982 | 198  | 98   |
| 32 | Francia (bandiera)                 | AC    | Boris Diaw          | 1982 | 203  | 98   |
| 42 | Stati Uniti (bandiera)             | AC    | Theo Ratliff        | 1973 | 208  | 102  |

## Staff tecnico
- Allenatore: Larry Brown
- Vice-allenatori: Herb Brown, Jeff Capel, Phil Ford, Dave Hanners, LaSalle Thompson
- Preparatore fisico: Michael Irr
- Preparatore atletico: Steve Stricker
- Assistente preparatore atletico: Dennis Williams